# Ostbergisch

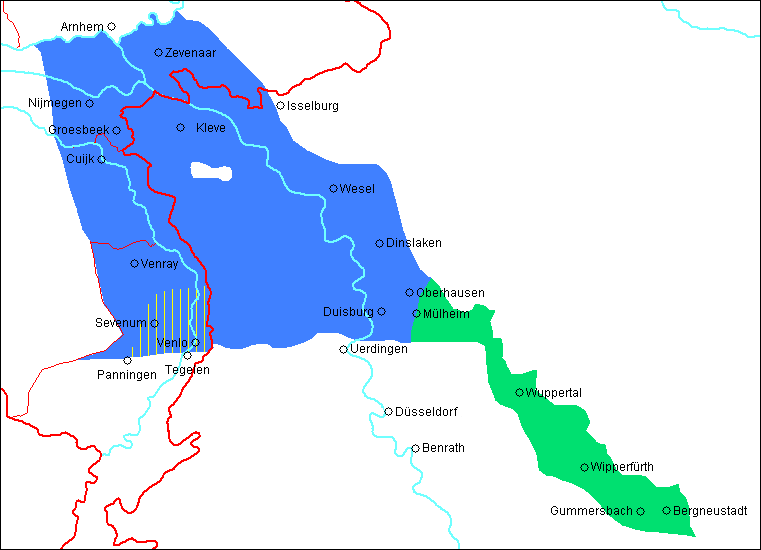
Das zum Nordniederfränkischen gehörende Ostbergische (grün) und Kleverländische (blau)

Ostbergisch oder auch Ost-Bergisch ist eine germanistische Bezeichnung für eine niederfränkische Dialektgruppe, die ripuarische und (süd)westfälische Spracheinflüsse zeigt und deren eindeutige dialektale Zuordnung dadurch erschwert wird, dass es sich hierbei um eine sprachliche Interferenzzone, also um ein sprachliches Übergangsgebiet handelt:

„Im östlichen Rheinland an der Grenze zu Westfalen findet sich die ostbergische Dialektgruppe. Diese wird im Norden begrenzt durch die westfälische Linie (auch Einheitsplurallinie), im Westen durch die Uerdinger Linie und im Süden durch die Benrather Linie.
 Sprachlich verfügt das Ostbergische sowohl über nord- und südniederfränkische als auch über südwestfälische Spracheigenschaften, wodurch eine eindeutige dialektale Zuordnung erschwert wird. Daher kann das Ostbergische auch als sprachliches Übergangsgebiet betrachtet werden.“

## Namensherkunft
Geografisch befindet sich diese Sprachregion im Osten des Bergischen Landes.

## Linguistische Zuordnung
„Die Dialekte NRWs gliedern sich mit Hilfe der Benrather Linie und der Einheitsplurallinie in drei Sprachräume: Westfälisch (Essen, Bocholt, Dortmund), Niederfränkisch (Kleve, Duisburg, Düsseldorf) und Mitteldeutsch (Köln, Aachen, Siegburg). Essen grenzt an das Niederfränkische bzw. Ostbergische.“
„Die Benrather Linie trennt den niederfränkischen vom mittelfränkischen Sprachraum […]. Das Niederfränkische gliedert sich wiederum in drei Areale, für die sich die Begriffe Kleverländisch, Südniederfränkisch und Ostbergisch anbieten.“
Aufgrund ihrer augenscheinlich mehrheitlich nordniederfränkischen Spracheigenschaften werden die ostbergischen Dialekte vielfach zum Kleverländischen gezählt. Georg Wenker rechnete sie 1877 den westfälischen Dialekten zu. Das LVR-Institut für Landeskunde und Regionalgeschichte führt Ostbergisch als eigenständige zum Niederfränkischen gehörende deutsche Dialektgruppe auf, die südöstlich des Kleverländischen, östlich des Südniederfränkischen und westlich des Westfälischen angesiedelt ist.
Dadurch, dass man Ostbergisch gelegentlich zum Nordniederfränkischen rechnet, wird es auch als eine weitere „niederländische Varietät“ bezeichnet, obwohl es durch die deutsche Standardsprache überdacht ist:

„[…] Kommen wir zur sprachlichen Seite dieser Quelle. Sie stammt aus einem Raum, durch den von West nach Ost viele Sprachgrenzen verlaufen. Das macht ihn zu einem ‘Zwischenland’ zwischen dem werdenen Niederländisch und dem werdenden Deutsch, oder dialektologisch ausgedrückt: zwischen Niederfränkisch im Norden, Ripuarisch im Süden und Niederdeutsch im Osten. Zeitgenössische Grammatiken in den nideren landen rechnen die in diesem Raum gesprochenen Sprachen zu den ‘niederländischen’ Varietäten (Lambrecht 1550, de Heuiter 1581, Kiliaan 1588ff)“

In der Wahrnehmung der einheimischen Bevölkerung, sofern diese noch Dialekt spricht, finden sprachwissenschaftliche Betrachtungen keinen Niederschlag. Man benutzt landläufig die Bezeichnung Bergisch oder Platt für die eigenen Dialekte.

## Geografische Lage nach Isoglossen
Das Ostbergische befindet sich nördlich der Benrather Linie, die es von den ripuarischen Dialekten des Oberbergischen Landes trennt. Ferner befindet es sich östlich der Uerdinger Linie, was es vom Südniederfränkischen trennt. Von den übrigen Orts- wie westfälischen Dialekten ist es durch die ihm östlich benachbarte und sich nach Norden abschwächende „Westfälische Linie“ getrennt, was hier seinen Übergangscharakter betont. Von den südkleverländischen Dialekten ist das Ostbergische im Norden durch die ok/ouk-Linie geschieden.

## Verbreitung
Ostbergisch wird in einem schmalen Streifen östlich der Uerdinger Linie gesprochen, der vom mölmschen Mülheim an der Ruhr über Essen-Werden und große Teile von Essen-Kettwig, Velbert-Langenberg sowie Wuppertal-Elberfeld, Remscheid-Lüttringhausen, Remscheid-Lennep, Radevormwald, Hückeswagen, Wipperfürth, Marienheide und Gummersbach bis Bergneustadt reicht.